# Porte de Brique
La Porte de Brique, également connue sous le nom de Nouvelle Porte, est une porte de ville située dans le quartier de Vyšehrad à Prague. Elle fait partie des fortifications de Vyšehrad et permet d'accéder à la citadelle par le nord, depuis la Nouvelle Ville. 

## Histoire
La nouvelle entrée de Vyšehrad par le nord, dans la courtine des anciens murs baroques, a été construite par Karel Chotek, burgrave suprême du royaume de Bohême. La porte de brique a été construite selon le projet de l'ingénieur Johann Weiss de 1835. Elle a été inaugurée le 4 novembre 1841, en même temps que la nouvelle route passant par Vyšehrad, qui relie Nové Město et Pankrác. La porte a trois ouvertures, la route passe au milieu, les espaces latéraux sont des entrées piétonnes. Depuis la porte se trouve l'entrée des casemates avec la salle Gorlice, où se trouve également l'un des deux centres d'information de Vyšehrad,.